# Garibaldi (Uruguay)
Garibaldi, también conocido como Colonia Garibaldi es una localidad uruguaya del departamento de Salto, municipio de San Antonio.

## Geografía
La localidad se encuentra situada en la zona suroeste del departamento de Salto, entre los arroyos San Antonio Grande y de la Bomba, y 18 km al noreste de la ciudad de Salto. Se accede a ella a través de camino vecinal que la conecta con la ruta 31.

## Población
Según el censo de 2011 la localidad contaba con una población de 354 habitantes.
| 95            | 140 | 143 | 162 | 316 | 354 |
| (Fuente: INE) |     |     |     |     |     |

## Economía
Garibaldi se ubica en una zona principalmente agrícola, donde predomina la hortifruticultura, la citricultura, y el cultivo de arándano azul.